# Moulana Abdul Mannan
Pour les articles homonymes, voir Abdul Mannan.
Moulana Abdul Mannan était un leader religieux et journaliste qui a occupé le poste de ministre des affaires religieuses au sein du cabinet de Hossain Mohammad Ershad. Abdul Mannan était un collaborateur clé de l'armée pakistanaise et a été accusé de crimes de guerre pendant la guerre de libération du Bangladesh.

## Carrière politique
Mannan était secrétaire général du Conseil consultatif islamique et du Conseil régional pendant l'administration d'Ayub Khan.

### Opposition à l'indépendance du Bangladesh
Le 29 septembre 1971, sous la direction de Mannan, un groupe d'enseignants de la madrasa a rencontré l'émir Abdullah Khan Niazi. Lors de cette rencontre, Mannan a remis un exemplaire du Coran au général Niazi et a déclaré qu'ils étaient prêts à soutenir l'armée pakistanaise pour préserver la sécurité du Pakistan et la gloire de l'Islam.
Mannan aurait été impliqué dans l'enlèvement et le meurtre du médecin AFM Alim Chowdhury.

### Après 1971
Après l'indépendance, il est devenu le président du Jamiat-e-Mudarressin Bangladesh, une organisation d'enseignants de madrasa et le fondateur du Daily Inqilab, un des journaux les plus diffusés du pays,. Dans Saptahik Bichitra (un hebdomadaire), Mannan a nié avoir été membre du comité pour la paix et a affirmé qu'il n'avait fait aucune déclaration en faveur de l'armée pakistanaise et du génocide commis par celle-ci.
En 1979, il a été élu législateur de Chandpur et a été nommé ministre par le cabinet du président Hossain Mohammad Ershad,.

## Procès et libération
L'hôtel Intercontinental et l'hôpital Holy Family ont été déclarés zone neutre par le gouvernement le 11 décembre 1971. Mannan s'est réfugié dans l'une de ces zones.
Dans un rapport publié en mars 1994, une commission d'enquête populaire a identifié, outre Ghulam Azam, huit autres personnes comme étant les collaborateurs d'Al-Badr dans les atrocités. Abdul Mannan était l'un de ces collaborateurs identifiés.
Shyamoli Nasrin Chowdhury, épouse de l'AFM Alim Chowdhury, affirme qu'Abdul Mannan était responsable de la mort de son mari. Elle a déposé une plainte contre lui. Abdul Mannan, qui a pris la fuite, a été arrêté par la police du quartier Azimpur de la ville de Dacca. Mannan a avoué que trois membres de l'Al-Badr qui étaient ses étudiants ont emmené le Dr Abdul Alim Chowdhury,.
Mannan a été emmené à la prison centrale de Dacca le 27 décembre 1971. Il a été libéré pour une raison inconnue et est entré dans la clandestinité.

## Mort
Mannan est mort de complications liées à son âge le 6 février 2006 dans sa résidence de Banani à Dacca. Ses funérailles ont eu lieu le jour suivant au complexe de la mosquée Gausul Azam à Mohakhali (en) et il y a été enterré.